# Gunhild Carling
Gunhild Carling (Göteborg, 7 maggio 1975) è una cantante e polistrumentista svedese, leader del gruppo musicale jazz « Gunhild Carling Swing Band ».

## Biografia
Suona una ventina di strumenti, tra cui il trombone (il suo strumento preferito), il sassofono, la tromba, la batteria, il pianoforte, l'armonica, l'arpa, il contrabbasso, il banjo, lo ukulele, il flauto dolce e la cornamusa. Si esibisce anche nel tip-tap. 
Proveniente da una famiglia di musicisti jazz, cominciò la carriera a sette anni con il gruppo « The Carling Family », composto da lei e dai suoi quattro fratelli e sorelle, anch'essi polistrumentisti. Registrarono il loro primo disco nel 1984. 
Nel 2001 ha formato il gruppo musicale « Gunhild Carling Swing Band », che si è esibito in numerose tournée in Europa e nel mondo e ha partecipato a molti jazz festival, tra cui il JazzFest Berlin e il Montreux Jazz Festival.
Il gruppo si è esibito in diverse celebrazioni della monarchia svedese, tra cui il giubileo per i 70 anni del re Carlo XVI Gustavo e in manifestazioni internazionali, come il 60º anniversario della fondazione dell'ONU a New York.
Ha interpretato come cantante e polistrumentista molte versioni jazz (in stile New Orleans e Dixieland) di famosi brani pop, tra cui Material Girl di Madonna, The Final Countdown degli Europe e Dancing Queen degli ABBA. 
La sua personalità esuberante, la sua voce, il suo look di cantante di cabaret degli anni ruggenti e il suo virtuosismo di polistrumentista le hanno valso una grande popolarità sia nel suo paese che a livello internazionale.

## Discografia
Tra gli album pubblicati:
- I Lost My Heart in Dixieland (1984)
- The Carling Family Hot Six (1987)
- That's My Desire (2002)
- 20th Jubilee (2004)
- Magic Swing! (2007)
- Hot Jazz (2009)
- Varieté  (2014)
- Red Hot Jam (2014)
- Swing Out (2014)
- Big Apple (2015)
- Harlem Joy (2015)